# روسفورد (اوهایو)
روسفورد(به انگلیسی: Rossford) شهری در ایالت اوهایو کشور ایالات متحده آمریکا است که جمعیت آن در سرشماری سال ۲۰۱۰ میلادی، ۶٬۲۹۳ نفر بوده‌است.